# باد غيري
باد غيري (بالإنجليزية: Bud Geary)‏ هو ممثل أمريكي، ولد في 15 فبراير 1898، وتوفي في 22 فبراير 1946.

## وصلات خارجية
- باد غيري على موقع IMDb (الإنجليزية)
- باد غيري على موقع قاعدة بيانات الفيلم (الإنجليزية)